# Stesha Carle
Stesha Carle (2 de diciembre de 1984) es una deportista estadounidense que compitió en remo. Ganó tres medallas de plata en el Campeonato Mundial de Remo entre los años 2008 y 2011.

## Palmarés internacional
| Campeonato Mundial | Campeonato Mundial   | Campeonato Mundial | Campeonato Mundial |
| Año                | Lugar                | Medalla            | Prueba             |
| ------------------ | -------------------- | ------------------ | ------------------ |
| 2008               | Ottensheim (Austria) | Medalla de plata   | Cuatro sin timonel |
| 2009               | Poznań (Polonia)     | Medalla de plata   | Cuatro scull       |
| 2011               | Bled (Eslovenia)     | Medalla de plata   | Cuatro scull       |